# Jakub (biskup etiopski)
Jakub – duchowny Etiopskiego Kościoła Ortodoksyjnego, od 2007 biskup Georgii, Tennessee i Karoliny.

## Życiorys
Sakrę biskupią otrzymał 18 stycznia 2007 jako hierarcha Etiopskiego Kościoła Ortodoksyjnego na Wygnaniu. W 2018 oba etiopskie patriarchaty się pojednały, a wszyscy biskupi obu frakcji weszli w skład jednego ogólnokościelnego Synodu.